# Lacida biplagata
Lacida biplagata är en fjärilsart som beskrevs av Franciscus J.M. Heylaerts 1892. Lacida biplagata ingår i släktet Lacida och familjen tofsspinnare. Inga underarter finns listade i Catalogue of Life.